# علم التأريخ الألماني
تتناول تأريخ ألمانيا الطريقة التي صور بها المؤرخون تاريخ ألمانيا وتحليلها ومناقشتها. كما أنه يغطي الذاكرة الشعبية للأحداث التاريخية الهامة والأفكار والقادة، بالإضافة إلى تصوير تلك الأحداث في المتاحف والآثار وإعادة تمثيل الأحداث والمواقع التاريخية وتحرير الوثائق التاريخية.

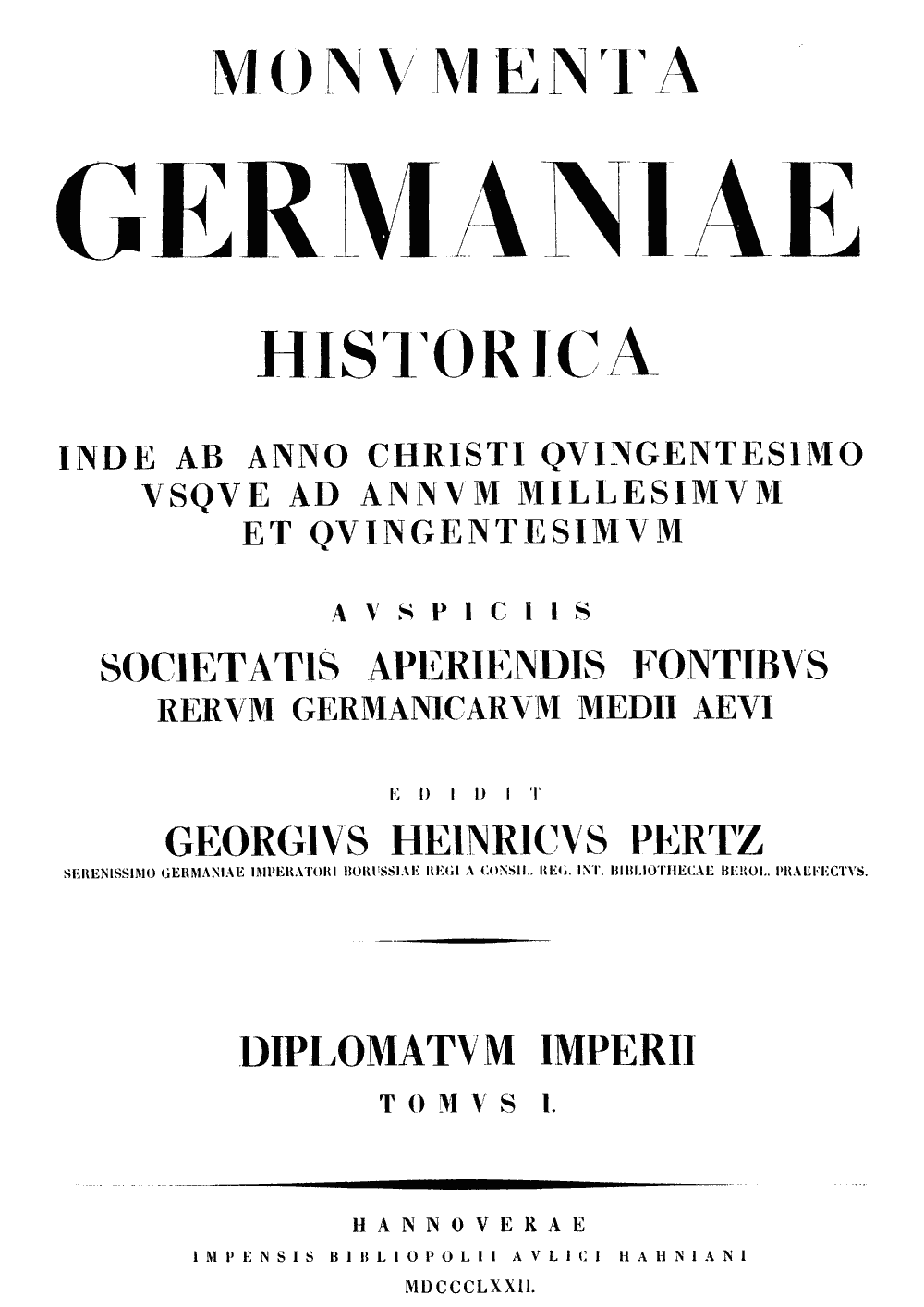
Monumenta Germaniae Historica.

## القرن التاسع عشر

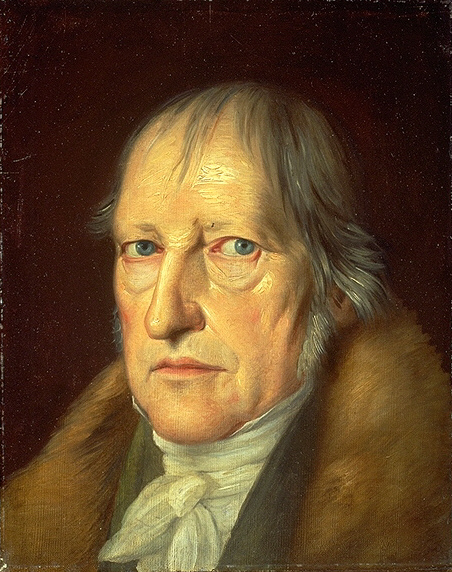
هيجل، فيلسوف المثالية الجدلية، في لوحة شليسنجر 1831: دوره في تشكيل علم التاريخ الألماني

### القومية
في جميع أنحاء أوروبا، حدث تأميم التاريخ في القرن التاسع عشر، كجزء من الإحياء الوطني في القرن التاسع عشر. يؤكد المؤرخون على الجذور الثقافية واللغوية والدينية والإثنية للأمة، مما يؤدي إلى دعم قوي لحكومتهم من جانب العديد من الجماعات العرقية، وخاصة الألمان والإيطاليين الإيطاليين. كان له تأثير عميق على ألمانيا، حيث قدم دعمًا فكريًا واسع النطاق للتوحيد الذي تحقق في الفترة 1870-1871. مؤرخ ألماني مؤثر بشكل خاص كان هاينريش فون تريتشكي (1834-1896).

## Sonderweg
هناك نقاش تاريخي كبير حول التاريخ الألماني يتعلق بنظرية التاريخ الألماني، «الطريق الخاص» المزعوم الذي فصل التاريخ الألماني عن المسار الطبيعي للتطور التاريخي، وما إذا كانت ألمانيا النازية هي النتيجة الحتمية لنظرية التاريخ الألماني. أنصار نظرية نظرية التاريخ الألماني مثل فريتز فيشر لمثل هذه الأحداث من ثورة 1848، والتسلط من الإمبراطورية الثانية واستمرار النخبة الإمبراطورية في فترات فايمر والنازية. يجادل معارضو مثل نظرية جيرهارد ريتر لنظرية التاريخ الألماني بأن مؤيدي النظرية مذنبون في البحث عن أمثلة انتقائية، وكان هناك الكثير من الاحتمالات والفرص في التاريخ الألماني. بالإضافة إلى ذلك، كان هناك الكثير من النقاش داخل مؤيدي مفهوم نظرية التاريخ الألماني للأسباب وراء نظرية التاريخ الألماني، وما إذا كان نظرية التاريخ الألماني انتهى في عام 1945 أم لا.

## العلماء البارزين

### علماء الماضي في ألمانيا
- يوهان جوستاف دريزن (1808–1884)
- يوهان غوتليب فيشته (1762–1814)
- يوهان جوتفريد هردر (1744–1803)
- كارل لامبرخت (1856–1945)
- غوتفريد لايبنتس (1646–1716)
- كارل ماركس (1818–1883)
- صموئيل بوفندورف (1632–1694)
- ليوبولد فون رانكه (1795–1886)
- فريدريك كارل فون سافيني (1779–1861)
  - German Historical School
- Beatus Rhenanus (also known as Beatus Bild) (1485–1547)
- هنريك فون تريتشك (1834–1896)

### علماء القرن ال 21 في ألمانيا
- Martin Broszat – Nazi era
- Werner Conze
- فريتز فيشر (مؤرخ)  (1908–1999) – World War I
- كلاوس هيلدبراند (born 1941)
- Andreas Hillgruber (1925–1989)
- Eberhard Jäckel – Nazi era
- Jürgen Kocka – Bielefeld school; social history
- Hartmut Kaelble
- Friedrich Meinecke (1862–1954)
- Hans Mommsen
- فولفغانغ مومسن
- Thomas Nipperdey (1927–1992) – 1800 to 1918
- إرنست كروفورد, (born 1923)
- Detlev Peukert
- جيرهارد ريتتير
- أوسفالد شبينغلر  (1880 – 1936) – world history
- مايكل ستورمير − 20c; geography
- Klemens von Klemperer – Nazi era
- Hans-Ulrich Wehler – Bielefeld School; new social history; 19c
- Michael Wolffsohn
- Rainer Zitelmann – Nazi era

### المؤرخون خارج ألمانيا
- توماس كارليل (1795–1881) – Frederick the Great
- ألان بولوك – Hitler
- غوردون كرايغ – Army, politics
- ريتشارد جي إيفانز – Nazi era (in The Third Reich Trilogy: The Coming of the Third Reich, The Third Reich in Power, and The Third Reich at War)
- إيان كيرشو – Hitler
- كلوديا كونز – Women in Nazi era
- تيموثي ماسون (مؤرخ) – Nazis
- جورج موسه – 19c-20c culture
- Steven Ozment – Reformation
- Hans Rothfels – military
- فريتز ستيرن – cultural
- هنري اشبي تيرنر – 20c esp business

### مؤرخون المحرقة
- يهودا باور
- Martin Broszat
- كريستوفر براونينغ
- لوسي داودوفيتش
- نورمان فينكلشتاين
- هنري فرايدلاندر
- شاؤول فريدليندر
- دانييل غولدهاغن  [لغات أخرى]‏
- راؤول هيلبرغ
- Peter Longerich
- Michael Marrus
- Hans Mommsen
- R. J. Rummel